# Verenigde Staten van Europa

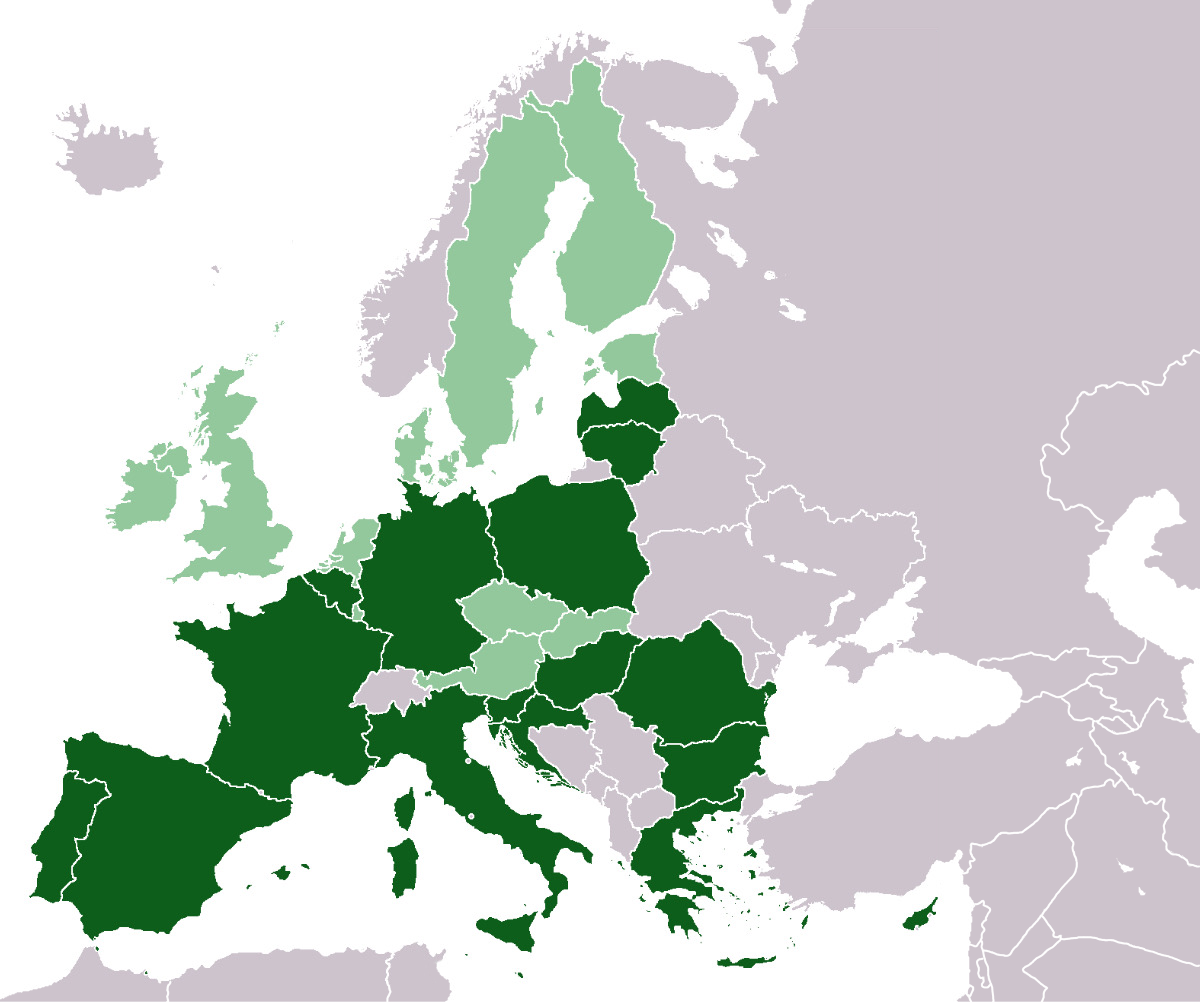
Houding ten opzichte van de verdere ontwikkeling van de EU tot een federatie van natiestaten. Eurobarometer peiling lente 2014
EU-leden met meer mensen die voorstander zijn van een federatie dan tegen

De Verenigde Staten van Europa, de Federale Staten van Europa, de Europese Staat, de Europese Superstaat, de Europese federatie en Federaal Europa zijn vergelijkbare namen die worden gebruikt om de mogelijke vereniging van diverse Europese landen in één federatie, vergelijkbaar met de Verenigde Staten van Amerika te beschrijven. Deze termen worden gebruikt door politieke wetenschappers, politici, geografen, historici, futurologen en schrijvers van fictie. Hoewel de Europese Unie geen federatie is wordt er in de wetenschap geobserveerd dat de Europese Unie wel degelijk bepaalde federale karaktereigenschappen heeft.

## Geschiedenis
Door de eeuwen heen zijn er door diverse mensen ideeën geopperd over de vereniging van alle Europese landen in één enkele natie. Hiertoe behoren onder andere de Boheemse koning George van Podiebrad (in 1464), de Franse minister Maximilien de Béthune (in de 17e eeuw), de stichter van de Engelse kolonie Pennsylvania, William Penn (circa 1700) en de eerste Amerikaanse president, George Washington.
De term Verenigde Staten van Europa komt van de 19e-eeuwse Franse schrijver en staatsman Victor Hugo die hij voor het eerst gebruikte tijdens zijn toespraak bij het Internationale Vredescongres in 1849 in Parijs. Hugo was voorstander van de vorming van een Europese Senaat en hij voorspelde dat er een dag zal komen dat alle naties op het Europese continent verenigd zullen zijn. Op 1 maart 1871 opperde hij het idee van een verenigd Europa ook in de Assemblée Nationale: Geen grenzen meer! De Rijn voor iedereen! Laten we dezelfde republiek zijn, laten we de Verenigde Staten van Europa zijn, laten we de continentale federatie zijn, laten we de Europese vrijheid zijn, laten we de universele vrede zijn!. Veel van Hugo’s tijdgenoten beschouwden dit idee echter als absurd en utopisch. Frankrijk en Duitsland werden immers beschouwd als erfvijanden en waren ook voorbestemd dat te blijven.
Na de Eerste Wereldoorlog kwamen er echter meer mensen met het idee van een verenigd Europa. De Oostenrijkse graaf Richard Coudenhove-Kalergi stichtte in 1923 de Paneuropese Unie en organiseerde in 1926 het eerste Paneuropese Congres in Wenen met als doel te komen tot een christelijk Europa. Trotski daarentegen kwam in 1923 met het idee van een Sovjet Verenigde Staten van Europa. In 1929 sprak de Franse premier Aristide Briand in een toespraak voor de Volkerenbond over de economische voordelen van een Europese federatie. Veel economen, zoals John Maynard Keynes, ondersteunden dit idee.
Door de overwinningen van nazi-Duitsland in de Tweede Wereldoorlog zei de voormalige Duitse keizer Wilhelm II, enkele dagen voor zijn dood, dat de hand van God nieuwe werelden en wonderen creëert … We worden een Verenigde Staten van Europa onder Duits leiderschap, een verenigd Europees continent.
Na de Tweede Wereldoorlog sprak Winston Churchill over de voordelen van een Verenigde Staten van Europa tijdens zijn toespraak op 9 september 1946 aan de Universiteit Zürich. Hij beschouwde nochtans, in het verlengde van zijn uitspraken van voor de Tweede Wereldoorlog, dat Groot-Brittannië geen deel zou uitmaken van een dergelijke federatie.

## Europese Unie
Zoals gezegd is de EU geen federatie, maar heeft het wel bepaalde federale karaktereigenschappen. Zo kan en wordt beargumenteerd dat de volgende instituties van de EU federaal van aard zijn: Zo bezit de EU een uitvoerende macht, de Europese Commissie, een parlement, een hoge vertegenwoordiger voor een gezamenlijk buitenland- en veiligheidsbeleid, een gemeenschappelijk Europese veiligheid en defensiebeleid, een constitutioneel hof (enkel bevoegd om te beslissen over zaken met betrekking tot het Europees recht) en delen 20 lidstaten de Euro, waarbij de Europese Centrale Bank een cruciale rol speelt.
Uiteindelijk heeft de Europese Unie echter niet de federale macht die nodig is om van een federatie te kunnen spreken. De lidstaten zijn de baas over de verdragen van de Europese Unie, één lidstaat kan met gebruik van het vetorecht belangrijke beslissingen van de EU blokkeren. Daarnaast heeft de Europese Unie geen eigen leger en geen enkele macht om nationale legers aan te sturen, naar aanleiding van de Europese vluchtelingencrisis heeft de EU via Frontex wel eigen grenspolitie in dienst. Een ander belangrijk aspect dat ontbreekt is het recht om belastingen te heffen, dit is tot op heden uitsluitend een bevoegdheid van de lidstaten. Ook kan de EU slechts in beperkte mate los van de wil van de lidstaten haar buitenlandbeleid bepalen, aangezien hier ook het vetorecht vaak om de hoek komt kijken.
Momenteel zijn er geen officiële plannen om de Europese Unie om te vormen tot een Europese federatie. Wel is er in toenemende mate een tendens om de EU meer federale bevoegdheden en instituties te geven. Deze tendens gaat gepaard met een realisatie in Europese hoofdsteden dat zij zelf vaak niet bij machte zijn bepaalde problemen het hoofd te bieden vanwege het sterk grensoverschrijdende en soms ook mondiale karakter van de crises (denk aan de Europese vluchtelingencrisis, de opkomst van China, de klimaatcrisis, de kredietcrisis of de technologische revolutie).
In het verleden hebben diverse personen, waaronder Jean Monnet, hier wel voorstellen toe gedaan. Ook de voormalige Belgische premier Guy Verhofstadt toonde zich in zijn boek Verenigde Staten van Europa een voorstander van een Europese federatie. De bevolking van de EU staat overwegend positief tegenover het idee dat de Europese Unie zich ontwikkelt tot een federatie. Uit een onderzoek van Eurobarometer uit 2014 bleek dat in 19 van de toen nog 28 landen een meerderheid voorstander is van een federatie (zie afbeelding).